# Edna Ferber
Pour les articles homonymes, voir Ferber.
Edna Ferber est une dramaturge et romancière américaine, née à Kalamazoo (Michigan) le 15 août 1885, décédée d'un cancer à New York le 16 avril 1968.

## Biographie
Elle est l'auteur d'histoires courtes publiées dans des magazines (la première, The Homely Heroine, en 1910) ou en recueils, de romans (son premier, Dawn O'Hara, the Girl who laughed, est publié en 1911) et de pièces de théâtre (souvent, en collaboration avec George S. Kaufman), jouées à Broadway dès 1915. On lui doit également deux autobiographies, A Peculiar Treasure, publiée en 1939, et A Kind of Magic, publiée en 1963.
Parmi ses romans, Mon grand (So Big), publié en 1924, lui vaut le Prix Pulitzer du roman l'année suivante (1925), et est adapté au cinéma à trois reprises (voir la filmographie ci-dessous) ; Show Boat, publié en 1926, fait l'objet d'une comédie musicale, portant le même titre, sur une musique de Jerome Kern, créée à Broadway en 1927 (elle-même donnant lieu à trois films musicaux, le premier en 1929, suivi de deux remakes en 1932 et 1951) ; un autre roman, publié en 1952, Géant (Giant), est transposé à l'écran en 1956 sous ce titre original (en français, Géant), avec Elizabeth Taylor, Rock Hudson et James Dean, dont ce fut le troisième et dernier film.
L'une de ses pièces les plus connues (écrite en collaboration avec Kaufman) est Dinner at Eight, créée à Broadway en 1932. Son adaptation en français par Jacques Deval, sous le titre Lundi 8 heures, est créée à Paris en 1933, année où George Cukor réalise une version cinématographique sous le même titre original (en français, Les Invités de huit heures, avec Jean Harlow).
En 1994, Edna Ferber est personnifiée au cinéma par Lili Taylor, dans Mrs Parker et le Cercle vicieux d'Alan Rudolph, évoquant l'Algonquin Round Table, cercle littéraire dont Ferber était membre.

## Œuvres

### Romans
- Dawn O'Hara, The Girl Who Laughed (1911)
- Fanny Herself (1917)
- The Girls (1921)
- So Big (1924) Grand comm'ça, traduit par Marie-Louise Bataille, Paris/Bruxelles, Éditions de la Paix, 1952 ; réédition sous le titre Mon grand, Paris, Éditions Cambourakis, 2022  (ISBN 978-2-36624-703-9)
- Show Boat (1926) Le Navire à Mélos, traduit par Victor Llona, Paris, Fayard, 1931 ; réédition de la même traduction sous le titre Show boat, Bruxelles/Paris, Nicholson and Watson, 1948 et Paris, Ditis, coll. « J'ai lu » no 4016, 1995
- Cimarron (1930) Cimarron, traduit par Maurice Rémon, Paris, Albin Michel, 1932 ; rééditions de la même traduction sous le titre La Ruée vers l'Ouest, Paris, Albin Michel, 1960 ; Paris, Ditis, coll. « J'ai lu » no 95-96, 1961 ; Paris, Le Livre de poche no 3606, 1973
- American Beauty (1931)
- Come and Get It (1935)
- Saratoga Trunk (1941) Saratoga, traduit par Michel Epuy, Genève/Paris, Jeheber, 1948
- Great Son (1945) L'Arrière-petit-fils, traduit par Geneviève Sellier-Leclercq, Paris, Albin Michel, 1947
- Giant (1952) Géant, traduit par Lola Tranec, Paris, Delamain et Boutelleau, 1954 ; réédition, Paris, Phébus, 1999
- Ice Palace (1958) Palais de glace, traduit par Lola Tranec, Paris, Stock, 1959

### Recueils de nouvelles
- Buttered Side Down (1912)
- Roast Beef, Medium (1913)
- Personality Plus (1914)
- Emma Mc Chesney and Co. (1915)
- Cheerful – By Request (1918)
- Half Portions (1919)
- Gigolo (1922)
- Mother Knows Best (1927)
- They Brought Their Women (1933)
- Nobody's in Town: Two Short Novels (1938), contient : Nobody's in Town et Trees Die at the Top
- One Basket: Thirty-One Short Stories (1947), contient No Room at the Inn: A Story of Christmas in the World Today Les Américains sont comme ça, traduit par Geneviève Sellier-Leclercq et Marie Tadié, Paris, Albin Michel, 1957

### Théâtre (choix)
Pièces montées à Broadway, sauf mention contraire
- 1915-1916 : Our Mrs. Chesney, coécrite par George V. Hobart, avec Ethel Barrymore (d'après son recueil d'histoires courtes Emma McChesney & Co.)
- 1924-1925 : Minick, coécrite par George S. Kaufman (d'après son histoire courte Old Man Minick)
- 1927-1928 : The Royal Family, coécrite par George S. Kaufman, avec Otto Kruger
- 1927-1929 : Show Boat, comédie musicale, musique de Jerome Kern, lyrics et livret d'Oscar Hammerstein II, mise en scène de Zeke Colvan et Oscar Hammerstein II, orchestrations de Robert Russell Bennett, avec Charles Winninger, Helen Morgan, Edna May Oliver (d'après son roman du même nom)
- 1932-1933 : Show Boat, comédie musicale, reprise, avec Charles Winninger, Helen Morgan, Edna May Oliver, Paul Robeson
- 1932-1933 : Dinner at Eight, coécrite et mise en scène par George S. Kaufman, avec Constance Collier, Paul Harvey, Sam Levene, Cesar Romero, Conway Tearle
- 1933 : Lundi 8 heures, adaptation française par Jacques Deval de Dinner at Eight (à Paris, Théâtre des Ambassadeurs)
- 1936-1937 : Stage Door, coécrite et mise en scène par George S. Kaufman, avec Tom Ewell, Lee Patrick, Margaret Sullavan
- 1941-1942 : The Land is bright, coécrite et mise en scène par George S. Kaufman, costumes d'Irene Sharaff, avec Leon Ames, Hugh Marlowe, K. T. Stevens
- 1948 : Bravo !, coécrite et mise en scène par George S. Kaufman, avec Oskar Homolka, Edgar Stehli
- 1951 : The Royal Family, reprise de la pièce sus-visée, mise en scène de Richard Whorf, avec J. Edward Bromberg, Olive Blakeney, Ossie Davis, John Emery, Ruth Hussey
- 1959 : Saratoga, comédie musicale, musique de Harold Arlen, lyrics de Johnny Mercer, livret et mise en scène de Morton DaCosta, avec Howard Keel (d'après son roman Saratoga Trunk)
- 1966-1967 : Dinner at Eight, reprise de la pièce sus-visée, mise en scène de Tyrone Guthrie, avec Ruth Ford, Arlene Francis, June Havoc, Walter Pidgeon, Blanche Yurka
- 1975-1976 : The Royal Family, reprise de la pièce sus-visée, décors d'Oliver Smith, avec Rosemary Harris, Sam Levene
- 1993 : Lundi 8 heures, adaptation française sus-visée de Dinner at Eight, mise en scène de Régis Santon, avec Marie-France Santon (à Paris, Théâtre Silvia-Monfort)
- 2009 : The Royal Family, reprise de la pièce sus-visée, avec John Glover, Rosemary Harris

## Adaptations au cinéma
- 1918 : Our Mrs. McChesney de Ralph Ince (d'après la pièce éponyme, coécrite par George V. Hobart, et son recueil d'histoires courtes Emma McChesney & Co., publié en 1915)
- 1919 : A Gay Old Dog de Hobart Henley (d'après son histoire courte The Gay Old Dog)
- 1921 : No Woman Knows de Tod Browning (d'après son roman Fanny Herself, publié en 1917)
- 1924 : Mon grand (So Big) de Charles Brabin (première adaptation de son roman éponyme, publié la même année)
- 1925 : Welcome Home de James Cruze (première adaptation, d'après la pièce Minick, coécrite par George S. Kaufman, et son histoire courte Old Man Minick)
- 1925 : Classified d'Alfred Santell (première adaptation de son histoire courte éponyme)
- 1926 : Gigolo de William K. Howard (d'après son roman éponyme, publié en 1922)
- 1928 : Mother Knows Best de John G. Blystone (d'après son recueil d'histoires courtes éponyme, publié en 1927)
- 1928 : The Home Girl d'Edmund Lawrence (d'après son histoire courte Home Girl)
- 1929 : Show Boat de Harry A. Pollard (première adaptation de la comédie musicale du même nom, d'après son roman éponyme, publié en 1926)
- 1929 : Hard to get de William Beaudine (seconde adaptation de son histoire courte Classified)
- 1930 : The Royal Family of Broadway de George Cukor et Cyril Gardner (d'après la pièce The Royal Family, coécrite par George S. Kaufman)
- 1931 : La Ruée vers l'Ouest (Cimarron) de Wesley Ruggles (première adaptation de son roman éponyme, publié en 1929)
- 1932 : Mon grand (So Big !) de William A. Wellman (deuxième adaptation de son roman So Big)
- 1932 : The Expert d'Archie Mayo (deuxième adaptation, d'après la pièce Minick, coécrite par George S. Kaufman, et son histoire courte Old Man Minick)
- 1933 : Les Invités de huit heures (Dinner at Eight) de George Cukor (d'après son roman éponyme, publié en 1932)
- 1934 : Fascination (Glamour) de William Wyler (d'après son histoire courte éponyme)
- 1936 : Show Boat de James Whale (deuxième adaptation de la comédie musicale du même nom, d'après son roman éponyme)
- 1936 : Le Vandale (Come and get it) de Howard Hawks et William Wyler (d'après son roman éponyme, publié en 1935)
- 1937 : Pension d'artistes (Stage Door) de Gregory La Cava (d'après la pièce éponyme, coécrite par George S. Kaufman)
- 1939 : No Place to go de Terry O. Morse (troisième adaptation, d'après la pièce Minick, coécrite par George S. Kaufman, et son histoire courte Old Man Minick)
- 1945 : L'Intrigante de Saratoga (Saratoga Trunk) de Sam Wood (d'après son roman éponyme, publié en 1941)
- 1951 : Show Boat de George Sidney (troisième adaptation de la comédie musicale du même nom, d'après son roman éponyme)
- 1953 : Mon grand (So Big) de Robert Wise (troisième adaptation de son roman éponyme)
- 1956 : Géant (Giant) de George Stevens (d'après son roman éponyme, publié en 1952)
- 1960 : Les Aventuriers (Ice Palace) de Vincent Sherman (d'après son roman éponyme, publié en 1958)
- 1960 : La Ruée vers l'Ouest (Cimarron) d'Anthony Mann et Charles Walters (seconde adaptation de son roman éponyme)

## Récompense
- 1925 : Prix Pulitzer du roman pour Mon grand (So Big).